# مارال نصیری
مارال نصیری (سوئدی: Marall Nasiri؛ ۳۱ اکتبر ۱۹۸۰) بازیگر و کارگردان نمایش ایرانی‌تبار اهل سوئد است که در استکهلم زندگی می‌کند. 
وی دانش‌آموختهٔ کالج هنرهای نمایشی استهکلم است. او بابت نقش‌آفرینی در فیلم دشمن، جایزهٔ هیئت داوران جشنواره بین‌المللی فیلم سیاتل را در سال ۲۰۲۳ به‌دست آورد و در سال ۲۰۲۴ برندهٔ جایزهٔ گلدباگن «بهترین بازیگر نقش اصلی زن» شد.

## گزیدهٔ نقش‌آفرینی‌ها

### سینما
- دشمن (۲۰۲۳)
- سفیدپوستان (۲۰۱۵)
- آرمان‌شهر (۲۰۱۳)

### تلویزیون
- شن‌های روان (۲۰۱۹)
- پل (۲۰۱۵)
- بک – فریاد خاموش (۲۰۰۷)